# Martina Scrinzi
Martina Scrinzi (Rovereto, 13 febbraio 1997) è un'attrice italiana, candidata al David di Donatello per la migliore attrice protagonista per Vermiglio.

## Biografia
Nata a Rovereto da padre italiano e madre svizzera nata a Basilea, Martina Scrinzi ha praticato dall'età di 16 teatrodanza con il colettivo Clochart di Mori. Si è laureata in Traduzione e interpretariato presso l'Università degli Studi di Trieste. Ha iniziato ad esibirsi a teatro, partecipando agli spettacoli Woman, no cry, PROMETEO un atto gratuito e Cuori pensanti diretti da Michele Comite, oltre ad aver partecipato a delle produzioni teatrali in Germania. Nel 2021 ha recitato nel ruolo della protagonista nel film mai distribuito Mostro Intruso Aspro, diretto dal compagno Kia Khalili Pir. Nel 2024 ha interpretato Lucia Graziadei in Vermiglio di Maura Delpero, presentato all'81ª Mostra internazionale d'arte cinematografica di Venezia. Per il ruolo, ha vinto il Premio Nuovo IMAIE Talent Award alla miglior giovane attrice ed è stata candidata al David di Donatello per la migliore attrice protagonista.

## Filmografia
- Lubo, regia di Giorgio Diritti (2023)
- Vermiglio, regia di Maura Delpero (2024)

## Riconoscimenti
- David di Donatello
  - 2025 – Candidatura alla migliore attrice protagonista per Vermiglio
- Nastro d'argento
  - 2025 – Candidatura alla migliore attrice protagonista per Vermiglio
- Mostra internazionale d'arte cinematografica di Venezia
  - 2024 – Nuovo IMAIE Talent Award alla miglior giovane attrice per Vermiglio